# Gérard Moncomble
Pour les articles homonymes, voir Moncomble.
Gérard Moncomble, né le 19 mars 1951 à Auxi-le-Château (Pas-de-Calais), est un écrivain jeunesse, scénariste et illustrateur français.

## Biographie
Enfant d’instituteurs, il débute dans les classes de ses parents où il doit être selon ses dires un « enfant modèle ». Ensuite, il fréquente le collège Courbet d’Abbeville, et fait des études de philosophie, de psychologie et de sociologie à l’université d'Amiens. Pendant ses études, en 1970, il eut un premier enfant, Boris. À la naissance de sa première fille Chloë en 1973, il part avec son épouse et ses enfants s’installer dans le Lot, exerçant divers métiers notamment le métier de tanneur-fourreur. Trois ans plus tard, en 1974, Il a une deuxième fille prénommée Maud et commence à réellement écrire en publiant un recueil de poésie qui tombera très vite dans l'oubli. Il écrit beaucoup sans être publié. En 1984, une jeune maison d’édition toulousaine, les éditions Milan, publient L’Île à Malices, une bande dessinée pour jeunes enfants venue tout droit des histoires qu’il invente pour ses propres enfants. Suivront des romans jeunesse, des bandes dessinées dont il écrit les scénarios (Les Chroniques de Zilda T., avec Alain Grand ; Vilaine, avec Alain Grand et David François). Il est aussi l’auteur d’essais (Dire, Lire, Écrire ; La Drague, tout un programme), de nouvelles, de théâtre…

## Œuvres

### Livres et albums jeunesse
- Moi-je, 1996
- Romain Gallo contre Charles Perrault, Milan, 1999
- Fabuleux Romain Gallo, Millan, 1999
- Les enquêtes de Freddy la Truffe
- L'enfant qui est né deux fois, Gérard Moncomble et Régis Lejonc, Milan, 2005
- Le cavalier sans nom - La compagnie des oubliés (livre I), 2005
- Le cavalier sans nom - La colère des dieux (livre II), 2006
- Les trois notes d'Hyppolite Isocèle, Nathan, 2007
- L'héritage de Georges Bouton, 1989
- L'Heure du Rat, 1988
- Bouzouk (2000-2001)
  - Tome 1 : Les mange-mémoire, 2000, Casterman
  - Tome 2 : Les fantômes d'Aham, 2000, Casterman
  - Tome 3 : La balade du trouvamour, 2000, Casterman
  - Tome 4 : Dans les griffes de Ggrok, 2001, Casterman
- Balbuzar (version française), 2020, Editions Daniel Maghen  (ISBN 9782356740779)
- Balbuzar (version anglaise), 2021, Editions Caurette  (ISBN 9782382890172)

### Bandes dessinées
- Les Chroniques de Zilda t. 1 : Un ange passe, avec Alain Grand, Les 400 Coups, 2001  (ISBN 2-84596-011-5)[1].
- Vilaine t. 1 : Mont-Borgne, avec Alain Grand, Milan, coll. « Treize étrange », 2007  (ISBN 978-2-7459-3000-2).